# Chiruca
Chiruca es una película de Argentina en blanco y negro dirigida por Benito Perojo según guion de Arturo Cerretani basada en la obra de Adolfo Torrado que se estrenó el 4 de julio de 1945 y que tuvo como protagonistas a Elisa Christian Galvé, Catalina Bárcena, Manuel Collado Montes, Homero Cárpena y Delfy de Ortega.

## Sinopsis
Un joven de familia noble cuyos padres fallecieron se encuentra en Argentina cuando se entera de que la fortuna familiar esta en ruina, quien regresa a España para reencontrar a su abuela y su tío y cruzarse con Chiruca una joven muchacha española al servicio de la familia de quien se enamora y descubren la estafa que el administrador de la familia les tendía.

## Reparto
- Catalina Bárcena ... Adelaida, duquesa de Valdoquiño
- Manuel Collado Montes ... Sebastián, duque de Valdoquiño
- Homero Cárpena ... Vitoso
- Delfy de Ortega ... Susy
- Elisa Christian Galvé ... Chiruca
- Eduardo González  ...
- Fernando Iglesias, Tacholas ... tabernero
- Carmen Lamas ... Julia
- Paquita Más
- Ricardo Passano ... Guillermo
- Enrique San Miguel
- Santiago Rebull

## Comentarios
La crónica de La Prensa dijo que “parecía que a sus productores les hubiera preocupado más la fastuosidad de los decorados interiores que el clima donde se movían los personajes” y Manrupe y Portela señalaron: “Clima y paisaje español para intérpretes argentinos. Como es de prever el resultado es poco críble y el dinero invertido, mal gastado.”. Por su parte el crítico Calki opinó:

”Cenicienta con delantal y acento español mestizo…Perojo, a favor del excelente decorado y de una factura técnica de calidad y sin asideros en el libro para dar relieve a la acción, se concreta en llevar adelante esta blanca historia que no deja nada tras de sí.